# Dirphya atriceps
Dirphya atriceps là một loài bọ cánh cứng trong họ Cerambycidae.